# Морозов, Павел Иванович (профессор)
Павел Иванович Морозов (16 (28) августа 1846—1927) — врач-хирург, заслуженный профессор Киевского университета.

## Биография
Родился 16 (28) августа 1846 года.
В 1872 году окончил медицинский факультет Харьковского университета и остался в университете помощником прозектора кафедры анатомии. Под руководством И. К. Вагнера подготовил и защитил докторскую диссертацию на тему «О влиянии способа растягивания (Distractions methode) на тазобедренный и коленный суставы» (1875). С 1877 года — доцент кафедры оперативной хирургии, топографической анатомии и военно-полевой хирургии. Принимал участие в русско-турецкой войне 1877—1878 годов.
С 1885 года П. И. Морозов возглавлял кафедру оперативной хирургии и топографической анатомии Киевского университета (с 1886 — ординарный профессор, с 1902 — заслуженный профессор); читал лекции по военно-полевой хирургии и топографической анатомии для военных врачей (с 1888); в 1906—1910 годах — проректор Киевского университета. С сентября 1919 по март 1920 года был деканом медицинского факультета.
С 1 января 1899 года — действительный статский советник. Был награждён орденами: Св. Анны 2-й ст. (1893), Св. Владимира 3-й ст. (1906), Св. Станислава 1-й ст. (1910).
Морозов стал одним из основателей медицинского отделения при Высших женских курсах (1907); возглавлял педагогический совет Женского медицинского университета (1916—1920); заведовал второй кафедрой анатомии Киевской государственной медицинской академии, в 1921 году был проректором академии.
Среди его учеников: К. М. Сапежко (1857—1928), Г. С. Иваницкий.
Умер в 1927 году.